# Kooigem
Kooigem is een dorp in de Belgische provincie West-Vlaanderen en een deelgemeente van Kortrijk, het was een zelfstandige gemeente tot aan de gemeentelijke herindeling van 1977. Kooigem ligt van de Kortrijkse deelgemeenten het verst verwijderd van het stadscentrum aan de Leie. Het landelijk dorpje ligt namelijk tien kilometer ten zuiden van dit centrum, op slechts enkele kilometers van de Schelde, langs de oude weg van Kortrijk naar Doornik.

## Geschiedenis
Er zijn vondsten bekend uit het Epipaleolithicum (11.500 - 8.000 v.Chr.), maar veel meer vondsten stammen uit het Neolithicum. Ook zijn er vondsten in het tijdvak dat de overgang van Hallstattcultuur naar de La Tène-periode omvat. Nabij het Kooigembos werd een Keltisch oppidum aangetroffen. Later werd deze strategische plaats tot een Romeins kamp omgevormd.
De oudste schriftelijke vermelding is van 1138, als Coengin. Het is een persoonsnaam met een -heim (woonplaats) uitgang. De zetel van de heerlijkheid was het Kasteel van Kooigem, dat echter in 1930 werd gesloopt, zodat enkel de gracht en de motte er nog van getuigen. De eerste heer, Rogier van Coyghem. werd vermeld in 1230. In de 15e eeuw ging de heerlijkheid door huwelijk over naar de familie Gillioen.
In 1572  had de kerk te lijden van de Beeldenstorm. Nadat de Malcontenten in 1580 de Calvinisten hadden overwonnen, kwamen er opnieuw plunderende soldaten naar Kooigem. In 1643 waren het de Franse troepen die het dorp belastten. In 1646 werd de kerk als opslagschuur gebruikt. Van 1667-1676 waren er opnieuw oorlogshandelingen. In het kader van de Negenjarige Oorlog (1688-1697) werd het Kasteel van Kooigem in 1688 door de Fransen bezet.
In 1758 werd de heerlijkheid gekocht door de familie de Ghellinck en Jozef-Karel de Wazières de Wavrin, getrouwd met Marie-Lucie de Ghellinck was de laatste heer van Kooigem.
Omstreeks 1876 kwamen de Zusters van Vincentius a Paulo, uit Lendelede, naar Kooigem. Zij gaven onderwijs. In 1970 werd het klooster verkocht en in 1974 vertrokken de laatste zusters.
In 1918 werd de kerktoren door de zich terugtrekkende Duitsers opgeblazen, wat tot grote schade leidde. Na deze oorlog vestigden zich enkele bedrijven, namelijk een tabaks- en sigarenfabriek door Theofiel Vandenheede (1919) en een weverij voor sponsweefsels door Arthur Esquenet (1924). Ook kwam er een confectieatelier.
De Tweede Wereldoorlog bracht weinig schade in Kooigem. In 1950 en in de jaren '70 van de 20e eeuw werden sociale woningen gebouwd. 

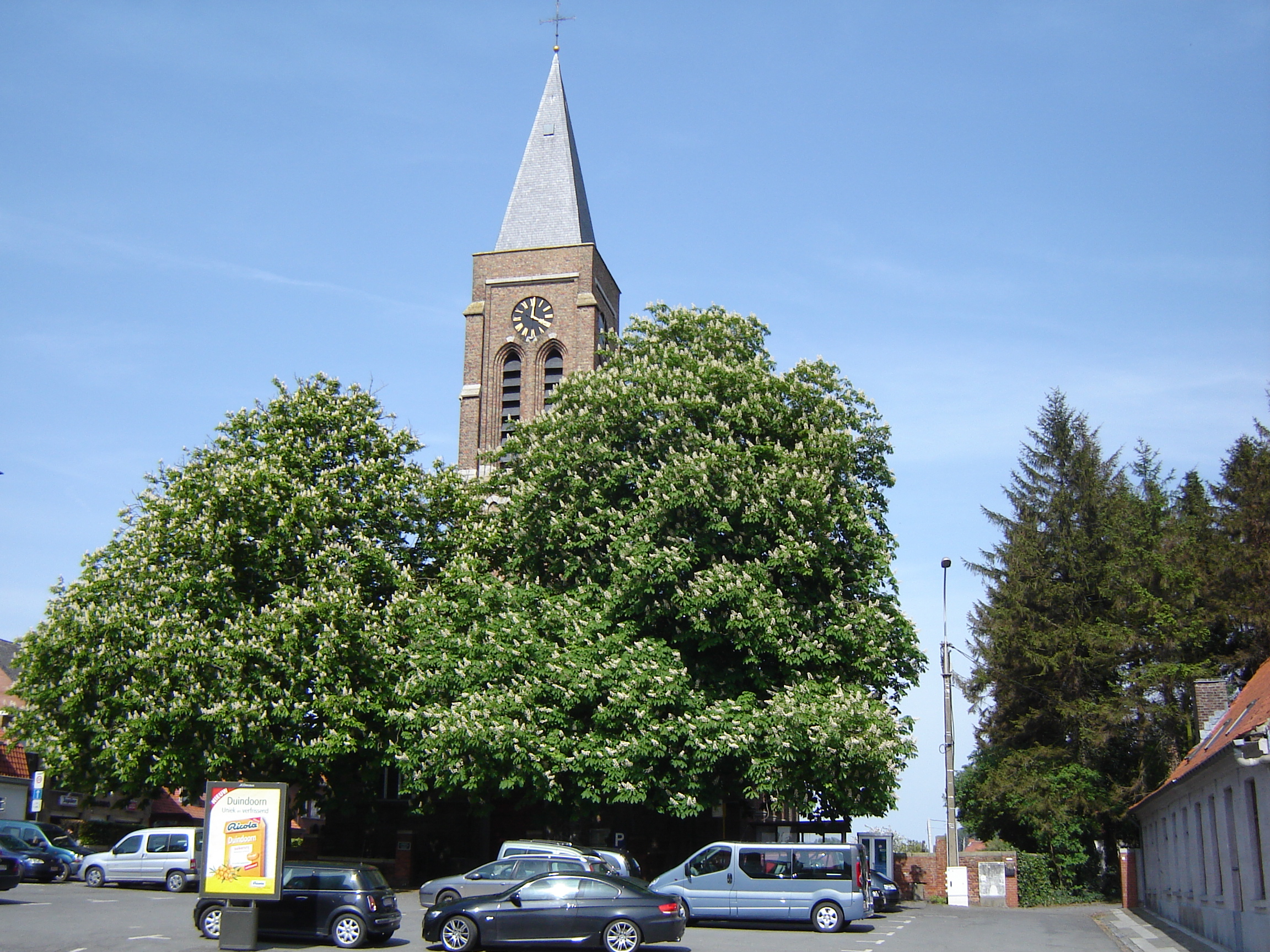
Marktplein met Sint-Laurentiuskerk

## Demografische ontwikkeling
- Bronnen:NIS, Opm:1831 tot en met 1970=volkstellingen; 1976 = inwoneraantal op 31 december

## Bezienswaardigheden
- De Sint-Laurentiuskerk
- Het Kerkhof van Kooigem waarop 17 Britse militairen liggen die sneuvelden tijdens de geallieerde opmars in oktober en november 1918. In de registers van de Commonwealth War Graves Commission staat deze begraafplaats vermeld als Kooigem Churchyard.

## Natuur en landschap
Kooigem ligt in Zandlemig Vlaanderen met de Geiteberg van 53 meter en de Sint-Denijsberg van 46 meter als hoogste toppen. In het zuiden loopt de Grote Spiere.

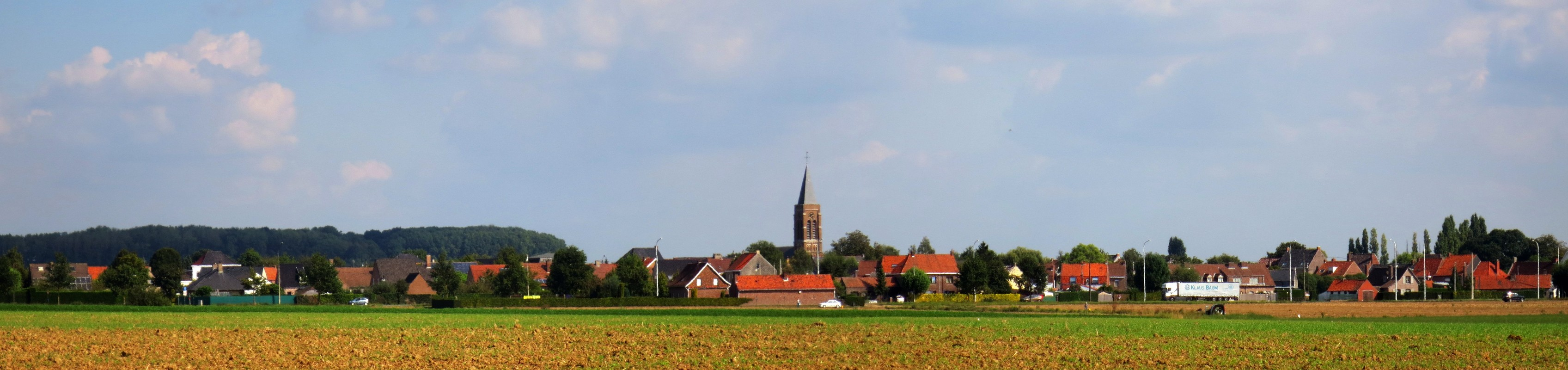
Kooigem

## Trivia
- Op 4 juli 1989 gebeurde een vliegtuigongeluk op de grens met Bellegem. Bij het ongeluk, dat wereldwijd in het nieuws kwam, stortte een onbemand Mikojan-Goerevitsj MiG-23-gevechtsvliegtuig neer op een woning, waarbij een jonge bewoner om het leven kwam.
- De televisieserie Bevergem werd deels op en rond het dorpsplein van Kooigem opgenomen.

## Nabijgelegen kernen
Dottenijs, Bellegem, Sint-Denijs, Spiere